# モンベリアル伯領

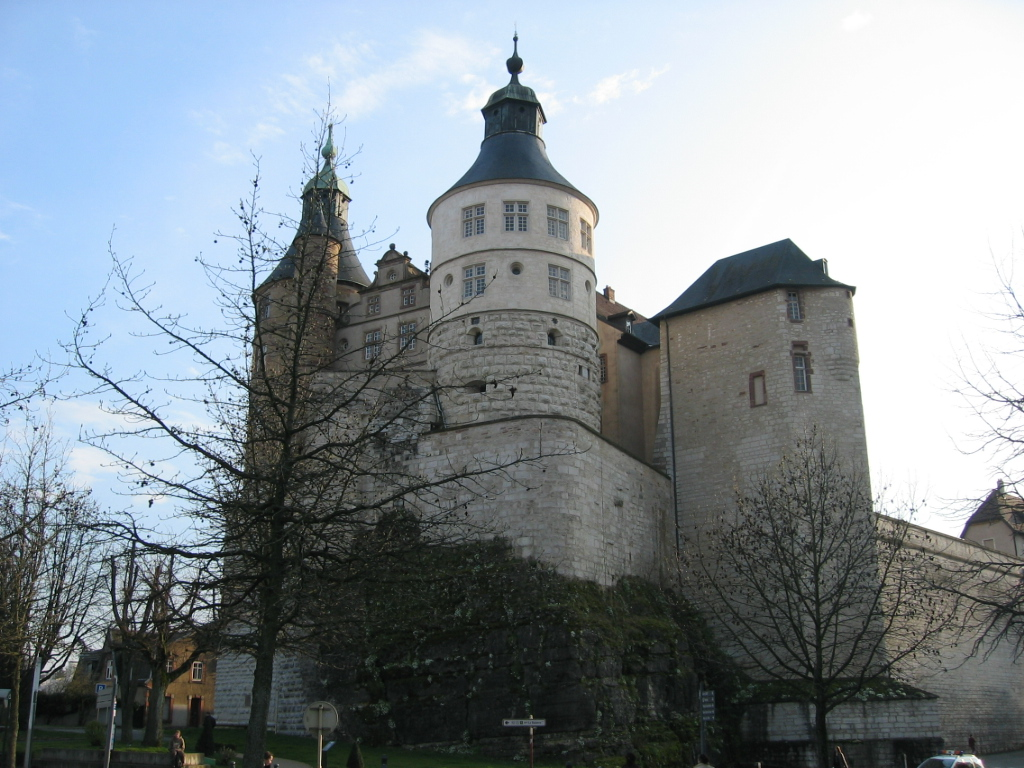
モンベリアル城

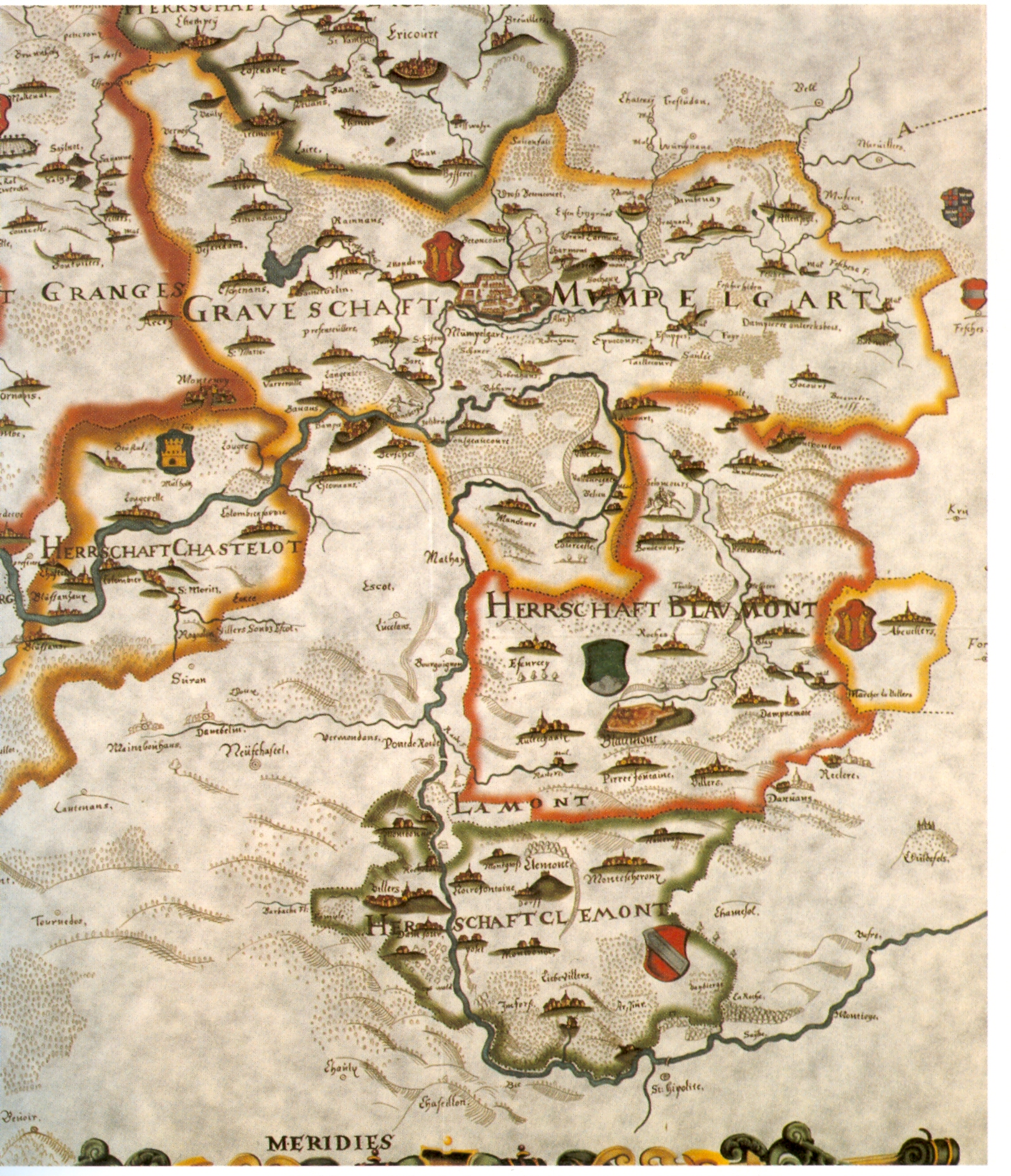
1616年のモンベリアル伯領

モンベリアル伯領またはメンペルガルト伯領（仏:comté de Montbéliard；独:Grafschaft Mömpelgard）は、現在はフランスのフランシュ＝コンテ地域圏に属するモンベリアルを首都としていた神聖ローマ帝国の領邦国家。1042年から1793年まで存続した。1444年からはドイツのヴュルテンベルク家によって統治されていたため、ヴュルテンベルク＝メンペルガルト（Württemberg-Mömpelgard）とも呼ばれる。

## 歴史
モンベリアル伯領は1042年、神聖ローマ皇帝ハインリヒ2世により、1033年に帝国の領域となったアルル王国に属するブルゴーニュ伯領の一部を切り離して創設された。モンベリアル伯に叙せられたのはハインリヒ2世の封臣であるスカルポン家のルイであった。初代伯爵ルイは上ロレーヌ公国の支配者フレデリック2世の娘のバル女伯ソフィーと結婚し、モンベリアル伯爵位はルイとソフィーの子孫に受け継がれてくことになる。1163年に伯爵ティエリ2世が後継の男子なく没すると、外孫であるモンフォーコン家のアメデ2世が伯爵家を相続した。
1407年、モンフォーコン家の女子相続人である女伯アンリエットがヴュルテンベルク伯エーバーハルト4世と結婚した。アンリエットは花嫁持参金としてモンベリアル伯領のみならず、グランジュ、クレルヴァル、パサヴァン、エトボン、ポラントリュイの統治権、およびサン＝イポリトやフランクモンの封土など様々な領主権をもヴュルテンベルク伯家にもたらした。これらの領地の一部はブルゴーニュ伯領に属していたが、アンリエットは先祖からブルゴーニュ伯領の相続権の一部を受け継いでいた。この結婚により、モンベリアル伯領は以前よりリクヴィールやフェレット、アルザスのオルブール＝ヴィールなど現在のドイツ＝フランス国境地帯に支配権を拡大していた、ドイツのシュヴァーベン地方の大領主ヴュルテンベルク家の支配下におかれた。
アンリエットが1444年に死ぬと、息子のヴュルテンベルク＝ウラッハ伯ルートヴィヒ1世がモンベリアル伯領を受け継いだ。その息子のエーバーハルト5世は分裂したヴュルテンベルク伯領を統一した際にモンベリアル伯領をもこれに組み込んだが、それでもモンベリアルはヴュルテンベルクの属領にはならずに帝国直属身分を保持し、ヴュルテンベルクとは形の上では別々の領邦のままであった。茫漠として領域が明確に定まらない神聖ローマ帝国にあって、モンベリアルを含むロマンス諸語圏は「その言語と同様に諸権利、伝統、習慣」を維持することが事実上は認められていた。1495年、エーバーハルト5世がヴュルテンベルクを伯爵領から公爵領に昇格させた。1524年、モンベリアルは公爵ウルリヒの下でプロテスタント領邦となった。
モンベリアルは何度かヴュルテンベルクの君主の直接統治下ではなく、ヴュルテンベルク家の分家の統治を受けた。1593年にはモンベリアル伯フリードリヒが本家を継いでヴュルテンベルク公フリードリヒ1世となったが、1617年にモンベリアルは再びフリードリヒ1世の次男ルートヴィヒ・フリードリヒに与えられ、彼の子孫が絶える1723年までヴュルテンベルク公国とは分離していた。また1617年以後、モンベリアル伯領は「諸侯と同格の伯爵領（„gefürstete Grafschaft“）」とされた。1748年にフランス王ルイ15世がモンベリアル侯領のうちエリクール、シャトロ、クレモンおよびブラモンの4地域をフランス領に併合したことにより、縮小したモンベリアルは再び「ただの伯爵領」に格下げされた。
フランス革命の勃発後、モンベリアル伯領は1793年までにフランス第1共和国によって占領され、40の行政単位に細かく分割された。1796年、第一次対仏大同盟戦争においてジャン・ヴィクトル・マリー・モロー将軍がヴュルテンベルク公国に攻め込んでくるにおよび、ヴュルテンベルク公フリードリヒ・オイゲンはモンベリアル伯領の領有権を最終的に放棄した。